# Sialis sordida
Sialis sordida is een insect uit de familie Sialidae, die tot de orde grootvleugeligen (Megaloptera) behoort. De soort komt voor in Finland.